# فرانك كير هايز
فرانك كير هايز (بالإنجليزية: Frank Hays)‏ هو طيار بطل أمريكي، ولد في 3 نوفمبر 1896 في لويفيل في الولايات المتحدة، وتوفي في 9 مارس 1988 في كارميل-بي-ثي-سي في الولايات المتحدة.